# 艾奥瓦州党团会议
愛荷華州黨團會議（英語：Iowa Caucuses）,是美国艾奥瓦州民主党和共和党成员每两年举行一次的选举活动。与美国其他大多数州的初选是注册选民前往投票站投票不同，艾奥瓦州的黨團會議则是聚集在当地的核心小组会议上，对候选人进行讨论和投票。在总统选举和期中選舉期間，注册的艾奥瓦州选民都会在各自选区的黨團會議中为其所支持的政党投票。党团会议同時還用進行选拔县代表大会和党委委员会的代表。
艾奥瓦州党团会议曾经是美国总统初选季的第一场重大競爭。尽管党团会议参与者并不能代表整个国家的总体人口统计数据（因為許多少數族裔、貧困人口沒有時間參加這類會議），但因某些原因，黨團會議仍然是总统候选人在以后的竞赛中将如何做的有力指引。艾奥瓦州党团会议对以后的比赛有很大的影响，并为候选人提供了进入随后比赛的动力。此外，在艾奧瓦州黨團會議表现不佳的候选人可能会在接下来的几天退出選舉。
2020年艾奧瓦州共和党黨團會議和2020年爱荷华州民主党黨團會議于2020年2月3日举行。由於报告指出的最终投票时遇到困难和错误，民主政党的黨團會議备受争议。艾奧瓦州民主党主席特洛伊·普赖斯于2020年2月12日因黨團會議的混乱失序而辞职。